# Isachne elegans
Isachne elegans är en gräsart som beskrevs av Nicol Alexander Dalzell. Isachne elegans ingår i släktet Isachne och familjen gräs. IUCN kategoriserar arten globalt som livskraftig. Inga underarter finns listade i Catalogue of Life.